# آزمون یو مان-ویتنی
آزمون مان-ویتنی (به انگلیسی: Mann–Whitney) یا آزمون مجموع رتبه ویلکاکسون (به انگلیسی: Wilcoxon rank-sum test) در آمار، جزء آزمون‌های ناپارامتری است و برای سنجش تفاوت میان نمونه‌ها به کار می‌رود. در این آزمون رتبه‌بندی روی می‌دهد و محاسبات بر روی رتبه‌های انجام می‌گیرد. هنگام تهیهٔ گزارش آمار توصیفی که همراه نتایج آزمون تفاوت غیر پارامتری آورده می‌شوند باید میانه و دامنهٔ تغییر (نه میانگین و انحراف استاندارد) را به عنوان اندازه‌های گرایش مرکزی و پراکندگی ارائه کنید. میانه و دامنهٔ تغییر توصیف‌گرهای مناسب‌تری برای آزمون‌های غیرپارامتری هستند چون این آزمون‌ها از توزیع طبیعی برخوردار نیستند و توزیع آزاد دارند.
آزمون مان-ویتنی معادل غیر پارامتری آزمون تی مستقل است و برای مقایسهٔ داده‌هایی که از طرح‌های گروه‌های مستقل به دست می‌آیند مورد استفاده قرار می‌گیرد.
هرگاه شرایط استفاده از آزمونهای پارامتری در متغیرها موجود نباشد، یعنی متغیرها پیوسته و نرمال نباشند از این آزمون استفاده می‌شود. دو نمونه باید مستقل بوده و هر دو کوچکتر از ۱۰ مورد باشند. در صورت بزرگتر بودن از ۱۰ مورد باید از آماره‌های Z استفاده کرد (در محاسبات کامپیوتری، تبدیل به Z به طور خودکار انجام می‌شود). در این آزمون شکل توزیع، پیش فرضی ندارد یعنی می‌تواند نرمال یا غیر نرمال باشد.

## شرایط ترجیح بر آزمون تی
آزمون‌های غیرپارامتری تحت شرایط زیر باید به معادل‌های آزمون تی ترجیح داده شوند:
- هنگامی که داده‌ها فقط به صورت مقیاس اندازه‌گیری ترتیبی هستند.
- هنگامی که داده‌ها فاصله‌ای یا نسبی، اما دارای توزیع غیر طبیعی هستند.(مثلاً دارای کجی شدید هستند)
- هنگامی که داده‌ها فاصله‌ای یا نسبی هستند، اما واریانس‌های دو نمونه در آزمون واریانس برابر نیستند.